# Erik Izraelewicz
Érik Izraelewicz (ur. 6 lutego 1954 w Strasburgu, zm. 27 listopada 2012 w Paryżu) – francuski dziennikarz, od lutego 2011 do śmierci był dyrektorem redakcyjnym dziennika Le Monde. Wcześniej zajmował analogiczne stanowiska w pismach poświęconych ekonomii, Les Échos i La Tribune. 
Jest absolwentem HEC Paris i CFJ.
Erik Izraelewicz jest absolwentem HEC Paris.

## Publikacje
- Les Mutations de l'économie mondiale 1975-1990, & Alain Gélédan, Le Monde Editions, 1990, ISBN 2-87899-000-5
- Ce Monde qui nous attend, 1997, Éditions Grasset
- Le Capitalisme zinzin, 1999, Éditions Grasset
- Monsieur Ni-ni : l'économie selon Jospin, & Christine Mital, 2002, Robert Laffont
- Quand la Chine change le Monde, 2005, Éd. Grasset ISBN 2-246-65821-7
- L’arrogance chinoise, 2011, Éd. Grasset ISBN 978-2-246-78396-1